# Zonantes fasciatus
Zonantes fasciatus là một loài bọ cánh cứng trong họ Aderidae. Loài này được Melsheimer miêu tả khoa học năm 1846.